# Seifedin Chabbi
Seifedin Chabbi (Bludenz, 4 luglio 1993) è un calciatore austriaco, attaccante dell'Austria Lustenau.

## Carriera

### Club
Ha giocato nella prima divisione svizzera, in quella austriaca, in quella turca ed in quella scozzese.

### Nazionale
Ha giocato nelle nazionali giovanili austriache Under-16, Under-17 ed Under-19.